# مسفاة الشريقين (العوابي)
مسفاة الشريقين منطقة سكنية تقع في ولاية العوابي، التابعة لمحافظة جنوب الباطنة في سلطنة عمان. يقدر عدد سكانها بـ 216 نسمة حسب إحصاء عام 2010 التابع للمركز الوطني للإحصاء والمعلومات الحكومي. رمز المنطقة هو 70220160.

## الوصلات الخارجية
- المركز الوطني للإحصاء والمعلومات، سلطنة عمان